# Matteo Panichi
Matteo Panichi (Firenze, 26 settembre 1972) è un ex cestista e preparatore atletico italiano.

## Carriera
Panichi ha disputato 12 stagioni in Serie A1, vestendo le maglie di Pesaro, Rimini, Varese, Forlì e Virtus Bologna.
Dopo il ritiro dall'attività agonistica, ha intrapreso l'attività di preparatore atletico, rimanendo nell'ambito cestistico. Ha lavorato nel settore giovanile di Pesaro, poi al Basket Cervia, alla Vanoli Basket, alla Sutor Montegranaro. Dal 2010 è il preparatore della Nazionale italiana.
Dal 2013 è professore a contratto di "Teoria e metodologia dell'allenamento degli sport di squadra" presso l'Università degli Studi di Udine.

## Palmarès

### Club

#### Competizioni nazionali
- Campionato italiano: 2

Pesaro: 1989-90
Virtus Bologna: 1997-98

#### Nazionale
- Europei Under-20:

 Slovenia 1994